# 雙牙割齒喉盤魚
雙牙割齒喉盤魚（學名：Tomicodon bidens），為輻鰭魚綱鱸形目喉盤魚亞目喉盤魚科的其中一種，被IUCN列為次級保育類動物，分布於中東太平洋的巴拿馬海域，體長可達2.8公分，屬底棲性魚類，棲息在岩石海岸，屬雜食性，以藻類、小型底棲無脊椎動物為食。